# Центр олімпійської підготовки
Центр олімпійської підготовки (ЦОП) — в Україні заклад фізичної культури та спорту, який забезпечує підготовку спортсменів національних збірних команд з олімпійських видів спорту шляхом проведення постійно діючих навчально-тренувальних зборів на спортивних спорудах, де створені умови для проживання, харчування спортсменів, належного медичного та наукового забезпечення їх підготовки, та участь спортсменів у відповідних змаганнях.
Засновниками центру олімпійської підготовки можуть бути:
- Центральний орган виконавчої влади, що реалізує державну політику у сфері фізичної культури та спорту;
- Місцеві державні адміністрації;
- Органи місцевого самоврядування;
- Спортивні федерації, фізкультурно-спортивні товариства, інші громадські організації фізкультурно-спортивної спрямованості;
- Заклади вищої освіти, підпорядковані центральному органу виконавчої влади, що реалізує державну політику у сфері фізичної культури та спорту.

Заклади фізичної культури та спорту набувають статусу центрів олімпійської підготовки за рішенням центрального органу виконавчої влади у сфері фізичної культури і спорту на підставі вимог, визначених положенням про центр олімпійської підготовки.
Державним центрам олімпійської підготовки може бути надано статус національних у встановленому порядку.
Фінансування центрів олімпійської підготовки здійснюється за рахунок коштів власника (засновника), інших джерел, не заборонених законодавством, та за рахунок коштів відповідного бюджету.

## Перелік ЦОП України
- Київський обласний центр олімпійської підготовки;
- Західний державний центр олімпійської підготовки з легкої атлетики[2];
- Східний державний центр олімпійської підготовки з легкої атлетики[2].